# Wilhelm Windelband
Wilhelm Windelband, född den 11 maj 1848 i Potsdam, död den 22 oktober 1915 i Heidelberg, var en tysk filosof.

## Biografi
Windelband studerade för Kuno Fischer i Jena och för Hermann Lotze i Göttingen, blev docent i Leipzig 1873 samt professor 1876 i Zürich, 1877 i Freiburg, 1882 i Strassburg och 1903 i Heidelberg. F.A. von Schéele skriver i Nordisk familjebok: "W. var en af det samtida Tysklands största tänkare och efter Kuno Fischer den främste forskaren inom filosofiens historia." Han betecknade sig själv som kantian, men betonade sin självständighet genom påståendet: "att förstå Kant är att gå utöver honom". Metafysikens omöjlighet ansåg han Kant för alla tider ha ådagalagt, men han slöt sig varken till positivismen eller pragmatismen och begränsade inte tänkandet till det sinnliga. 
Filosofin fattade Windelband som en allmän värdevetenskap, som har att uppvisa det allmängiltiga och nödvändiga "böra", som gäller både på det logiska, etiska, estetiska och religionsfilosofiska området. Det är inte naturen, som i första hand är filosofins föremål, utan dennas huvuduppgift är att begripa kulturen, inom vetenskapen, sedligheten, konsten och tron genom att utgå från det sannas, godas, skönas och heligas evigt gällande normer. Han gav uppslaget till det sedan av hans lärjunge Heinrich Rickert närmare utförda särskiljandet mellan naturvetenskapernas ur allmänna lagar förklarade "nomotetiska" metoder och historiens "ideografiska" studium av de individuella händelserna. 
Windelband överförde inte sina tankar till något färdigt system, utan belyste blott i mindre skrifter enskilda problem från sin grundsynpunkt. För att bli systembyggare var han för mycket historiker, såg på för nära håll alla åsikters relativitet. Men just härigenom fick han som filosofisk lärare så stor betydelse. Schéele skriver: "Han har icke bildat någon filosofisk skola i den betydelsen, att hans lärjungar skulle ha anslutit sig till någon af honom framställd lära, som de endast närmare utfört och blott i mera oväsentliga detaljer modifierat. Men för ett stort antal yngre tänkare, såsom Rickert, Lask, Ehrenberg och Bauch med flera, har han verkat som kraftigt inspirerande till eget själfständigt filosoferande." 
Hans framställning av filosofins historia gör inte äldre tiders tankar till något förflutet, som blott har kuriositetsintresse, utan han uppvisar, hur filosofin i alla tider brottats med samma problem och steg för steg övervunnit de ensidiga uppfattningarna. Av många ansågs Windelband som motståndare till den samtida psykologin, därför att han betraktade denna som en naturvetenskap, som hade sin plats bland de övriga empiriska vetenskaperna, och opponerade sig, när empiriska psykologer fick bekläda filosofiska lärarplatser. 
Bland hans många skrifter kan nämnas Die Lehre vom Zufall (1870), Über die Gewissheit der Erkenntnis (1873), Präludien (1884; 4:e upplagan i 2 band 1911, svensk översättning 1915), Geschichte und Naturwissenschaft (1894; 3:e upplagan 1904), Über Willensfreiheit (1904; 7:e upplagan 1905), Einleitung in die Philosophie (1914), Geschichte der neueren Philosophie (2 band, 1878–1880; 4:e upplagan 1907), Geschichte der alten Philosophie (1888; 2:a upplagan 1894), Lehrbuch der Geschichte der Philosophie (1893; 5:e upplagan 1910) och Platon (1900; 4:e upplagan 1905).